# Бофа (тайфун)
Тайфун Бофа (международное обозначение: 1224, обозначение JTWC: 26W, обозначение PAGASA: Pablo) — активный тропический циклон, сформировавшийся в конце ноября 2012 года нетипично близко к экватору.
Бофа — сильнейший тропический циклон, который когда-либо затрагивал филиппинский остров Минданао. Бофа пришёл на остров в виде супер-тайфуна 5 категории, скорость ветра в котором достигала 250 км/ч. Бофа также один из самых южных тайфунов категории 5, зафиксированных в истории наблюдений: он достиг 7,4° с.ш. 3 декабря 2012 года. Только супер-тайфун Луиза 1964 года, также имевший 5 категорию, подошёл ближе к экватору, до 7,3° с.ш.
Первый удар Бофы пришёлся на Палау, где тайфун разрушил дома, оборвал коммуникации, вызвав перебои в электроснабжении, затопил территорию и вырывал деревья с корнем. На остров Минданао, годом ранее уже переживший удар тропического циклона Ваши, тайфун обрушился 3 декабря 2012 года. Шторм принёс обширные разрушения, его жертвой стали более 500 человек, тысячи остались без крыши над головой.
Нанеся удар по провинциям Восточный Давао и Долина Компостела, Бофа пересёк южную часть и центр острова, отрезав эти провинции от электроснабжения и став причиной оползней. Более 170 тысяч человек были эвакуированы. Затем тайфун переместился в Южно-Китайское море, западнее острова и провинции Палаван. Метеорологические службы предупреждают, что в дальнейшем тайфун затронет Вьетнам или юг Китая.

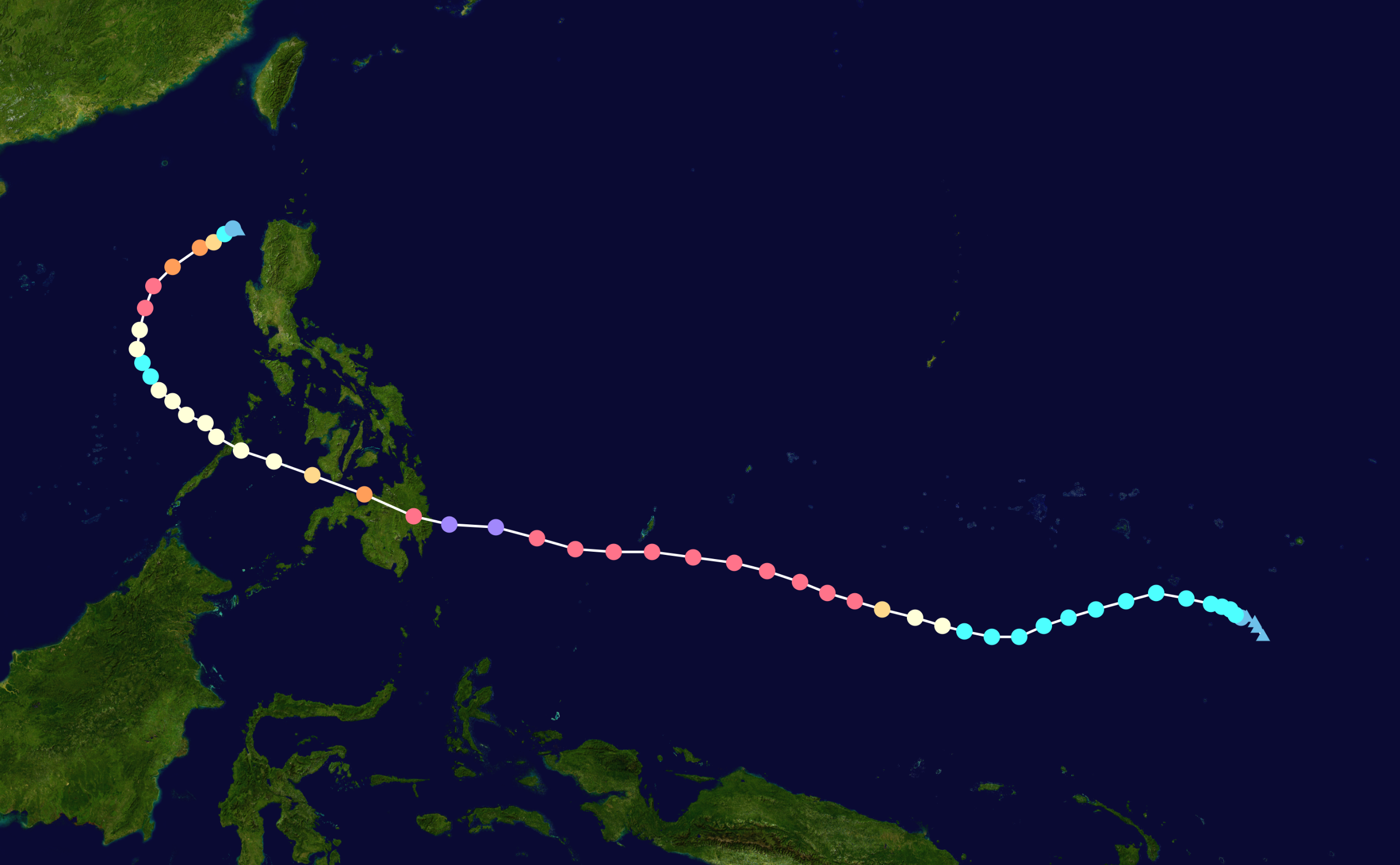
Траектория движения тайфуна

Свыше тысячи человек погибли, около 840 пропали без вести.